# Réal argentin
Le réal est l'ancienne monnaie officielle de l'Argentine indépendante jusqu'en 1881, remplacé par le peso argentin.
De 1822, il est subdivisé en 10 décimos. 8 réaux (reales) font un peso d'argent et 16 réaux, un escudo d'or.

## Histoire monétaire

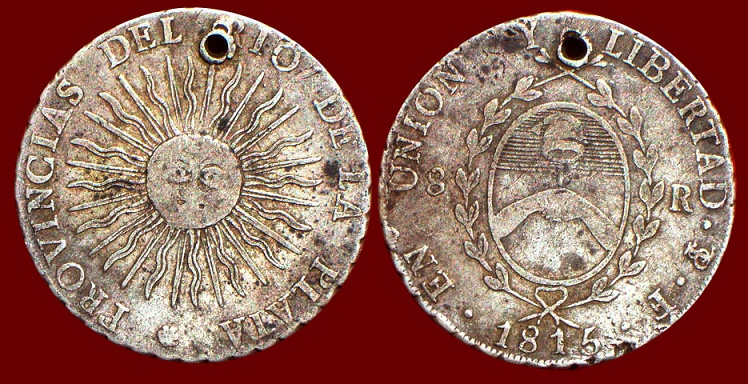
Pièce de 8 réaux argentins en argent, Union y libertad, frappée à Potosí en 1815.

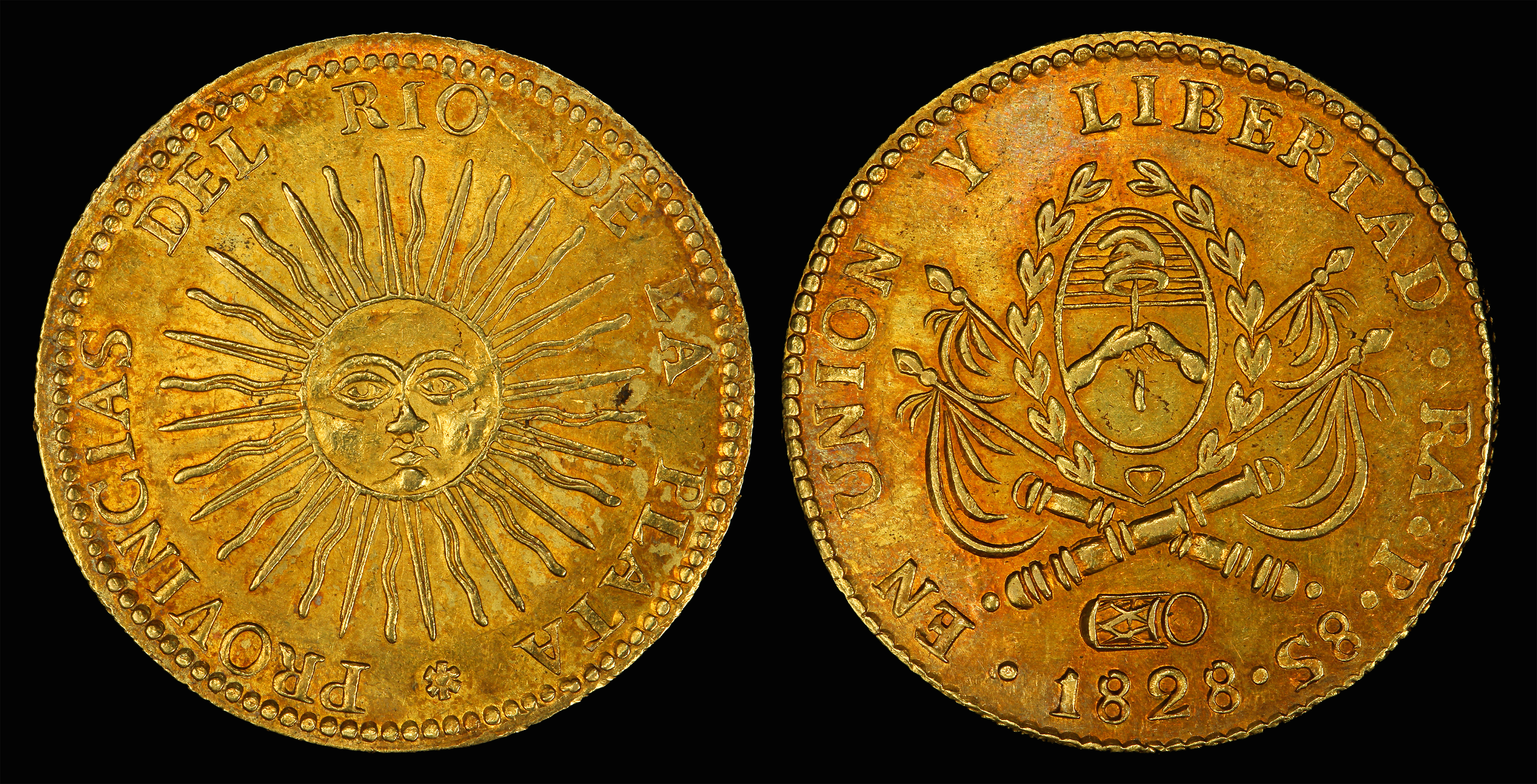
Pièce de 8 escudo en or, 1828, Provincias del Río de la Plata, atelier de La Rioja, 27 g, 875 ‰.

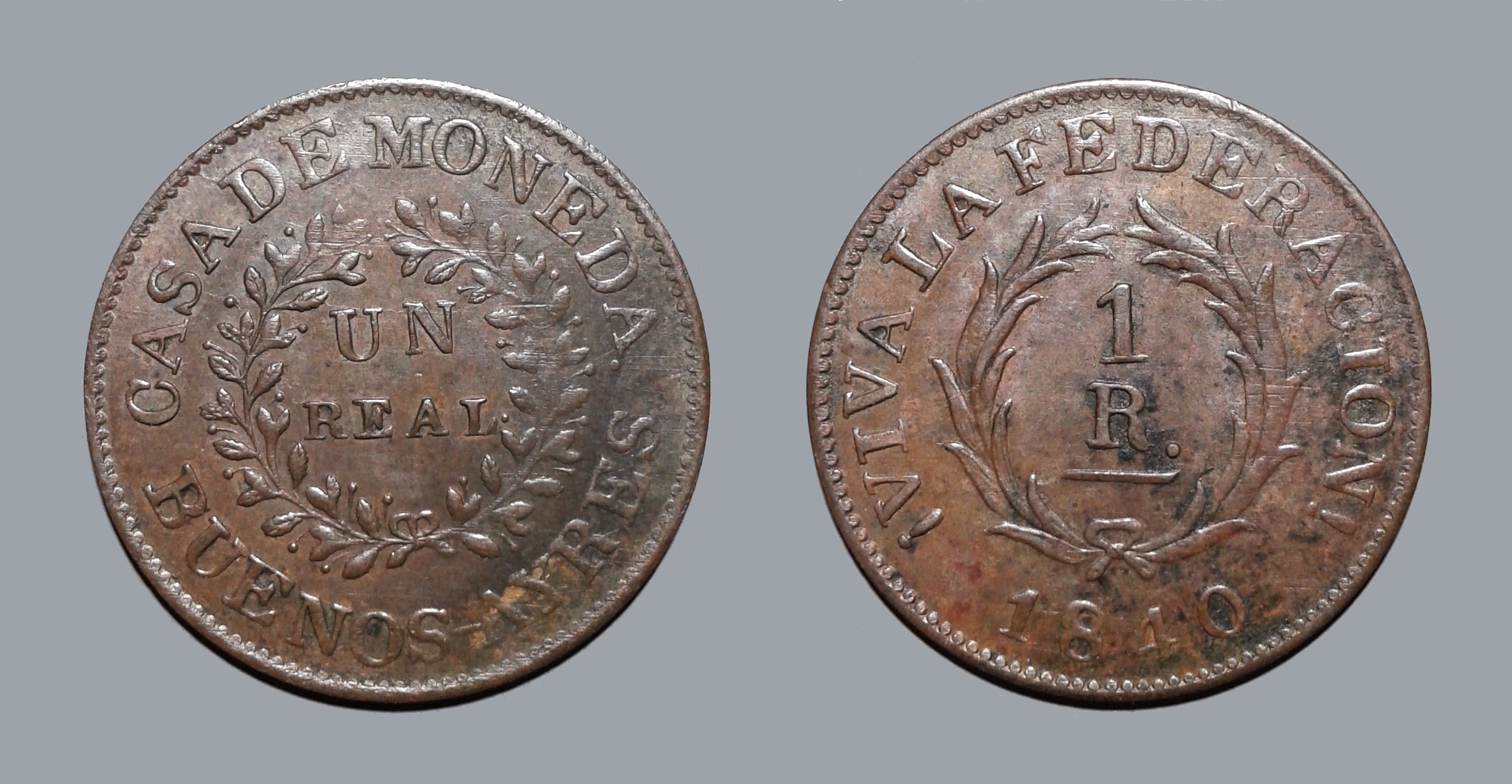
Pièce de 1 réal en cuivre, 1840, Casa moneda Buenos Aires.

Le réal colonial espagnol circule jusqu'en 1831, quand dès la déclaration d'indépendance, l'Argentine commence d’émettre ses propres monnaies. Au moins 7 provinces vont produire leurs propres émissions, simultanément ou non, avant l'unification complète.
Les Provinces-Unies du Río de la Plata (Provincias Unidas del Río de la Plata) sont les première à frapper des monnaies, dès 1813.
Dès 1822, des billets en réaux sont émis. En 1826, le peso moneda corriente et le peso fuerte ont été introduits comme valeurs sur les billets.
En 1842, La Rioja frappe des monnaies arborant le portrait du général Juan Manuel de Rosas.
En 1854, pour la seule Confédération argentine, la monnaie, frappée à Paraná, a été divisée en centavos. L'État de Buenos Aires produit des émissions seulement en réal, et ce, jusqu'en 1861.
La décimalisation n’est devenue officielle qu'en 1881, quand le réal a été remplacé par le peso moneda nacional (« peso monnaie nationale ») au taux de 8 reales contre 1.

## Émissions monétaires

### Pièces de monnaie
En 1813, à la suite de la prise de la ville de Potosí par l'armée commandée par Manuel Belgrano (créateur du drapeau de l'Argentine), et à l'arrivée de cette nouvelle à Buenos Aires, le député Pedro José Agrelo proposa à l'Assemblée générale constitutive un projet de loi sur la Monnaie, qui fut approuvé le 13 avril 1813 et communiqué immédiatement à la ceca altoperuana (l'atelier monétaire de Potosí), qui commence ensuite à frapper la première monnaie de l'Argentine indépendante.
Celles-ci, premières monnaies de l'Argentine naissante, étaient en or pour des valeurs de 8, 4, 2 et de 1 escudo, en argent, pour des valeurs de 8, 4, 2, 1, et ½ réaux, et en cuivre comptant pour des décimes (10 R), et des subdivisions du réal.
La légende circulaire figurant sur les pièces comprend les mentions Provincias del Rio de la Plata à l'avers, et au revers, la devise En uñion y libertad.

### Billets de banque

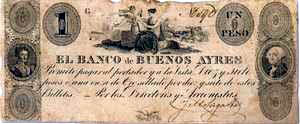
Billet de 1 peso (1827), El Banco de Buenos Ayres.

En 1822, la Banque de Buenos Aires introduit des billets de 1, 5, 10, 20, 40, 50, et 100 pesos convertibles en or ou en argent métal. À partir du 9 janvier 1826, c'est la province de Buenos Aires qui émet cette fois du papier monnaie mais non convertible, ayant cours forcé, appelé peso moneda corriente (noté Pmc ou $ m/c) ou peso papel, pour des valeurs identiques (avec des billets de 200, 500 et 1 000 pesos en plus). Le taux théorique de conversion est de 1 Pmc = 8 réaux. Ces émissions permettent d'éviter la famine monétaire qui frappe la région et de chasser la monnaie étrangère. Les séries sont produites en 1827, 1834-1838, 1841 et 1844-1851. Ces billets sont démonétisés le 4 novembre 1881, au taux de 25 Pmc pour 1 peso moneda nacional, et ont permis de forger une identité nationale monétaire à travers leurs compositions graphiques très élaborées.